# Nevsun Resources
Nevsun Resources est une entreprise minière canadienne, ayant notamment investi dans plusieurs projets en Afrique, en Érythrée avec la mine de Bisha, et anciennement au Ghana et au Mali.

## Histoire
En avril 2016, Nevsun Resources annonce l'acquisition de Reservoir Minerals, entreprise minière canadienne présente dans un projet minier de Timok en Serbie, pour 385 millions de dollars.
En septembre 2018 , Nevsun Ressources est racheté par le chinois Zijin Mining Group pour 1,86 milliard de dollars canadiens (1,22 milliard d'euros) et le titre est retiré de cotation.